# Einwohnerentwicklung von Freital
Dieser Artikel gibt die Einwohnerentwicklung von Freital tabellarisch wieder.

## Einwohnerentwicklung der Stadt Freital
Die Stadt Freital entstand 1921 durch den Zusammenschluss der Orte Deuben, Döhlen und Potschappel. Diese drei Gemeinden hatten in den letzten Jahrzehnten durch den Steinkohlebergbau und die Ansiedlung vieler Industriebetriebe im Plauenschen Grund ein massives Bevölkerungswachstum erfahren, was einer der Auslöser für die Stadtgründung war. Nach 1921 folgten rasch weitere Eingemeindungen, die einen weiteren Anstieg der Einwohnerzahl Freitals zur Folge hatten. Auch als der Bergbau in der Region an Bedeutung verlor, konnte die Stadt durch die große Anzahl vielfältiger Firmen und Industriebetriebe und durch Eingemeindungen in den 1960er und 1970er Jahren weiter wachsen. Der Höchststand wurde im Jahr 1977 mit 46.651 Einwohnern erreicht. Vor dem Zweiten Weltkrieg war die summierte Einwohnerzahl in den Orten des heutigen Stadtgebietes jedoch bereits größer gewesen.
Nach der Wende schlossen viele Betriebe oder bauten Arbeitsplätze ab. Die Menschen zogen aus der Stadt nach Dresden oder in die alten Bundesländer. Zugleich nahmen die Geburtenzahlen ab. Das hatte zur Folge, dass Freital bis 1995 kontinuierlich Einwohner verlor und mit 37.582 Einwohnern am 31. Dezember 1995 den Tiefststand der letzten 30 Jahre markierte. In den Folgejahren stabilisierte sich die Einwohnerzahl und sprang durch eine weitere Eingemeindung 1999 noch einmal über die Marke von 40.000. Im Jahr 2001 zählte die Stadt wieder nur knapp unter 40.000 Einwohner, bis 2008 nahm die Einwohnerzahl auf knapp 39.000 ab und ist seitdem bei rund 39.300 Einwohnern konstant. Freital profitiert durch die Nähe zu Dresden und die vielen in den Randgebieten entstandenen Siedlungen. Die amtlichen Einwohnerzahlen basieren seit 2011 nicht mehr auf den Registerdaten von 1990, sondern auf den Ergebnissen des Zensus 2011. Mit Veröffentlichung der Zensusdaten musste die Einwohnerzahl Freitals um rund 900 Einwohner nach unten korrigiert werden.
Freital gehört zu den größeren sächsischen Städten mit dem geringsten Bevölkerungsrückgang seit 2000 und liegt damit hinter Dresden, Leipzig, Markkleeberg und Radebeul (alle mit Bevölkerungswachstum) auf dem fünften Platz.
Die folgende Übersicht zeigt die Einwohnerzahlen nach dem jeweiligen Gebietsstand. Bei den Daten handelt es sich um Volkszählungsergebnisse oder amtliche Fortschreibungen der Staatlichen Zentralverwaltung für Statistik (bis 1989) und des Statistischen Landesamtes (ab 1990). Die Angaben beziehen sich ab 1925 auf die Wohnbevölkerung und seit 1990 auf die „Bevölkerung am Ort der Hauptwohnung“.

### Von 1925 bis 1969
(jeweiliger Gebietsstand)
| Jahr/Datum        | Einwohner |   |
| ----------------- | --------- | - |
| 16. Juni 1925     | 36.558    | 1 |
| 16. Juni 1933     | 36.829    |   |
| 17. Mai 1939      | 37.167    |   |
| 29. Oktober 1946  | 39.159    |   |
| 31. August 1950   | 40.048    |   |
| 31. Dezember 1955 | 39.547    |   |
| 31. Dezember 1956 | 39.181    |   |
| 31. Dezember 1957 | 38.639    |   |
| 31. Dezember 1958 | 38.244    |   |
| 31. Dezember 1959 | 37.853    |   |

| Jahr/Datum        | Einwohner |   |
| ----------------- | --------- | - |
| 31. Dezember 1960 | 37.565    |   |
| 31. Dezember 1961 | 37.135    |   |
| 31. Dezember 1962 | 36.436    |   |
| 31. Dezember 1963 | 35.805    |   |
| 31. Dezember 1964 | 42.070    | 2 |
| 31. Dezember 1965 | 42.675    |   |
| 31. Dezember 1966 | 43.008    |   |
| 31. Dezember 1967 | 42.865    |   |
| 31. Dezember 1968 | 42.667    |   |
| 31. Dezember 1969 | 42.375    |   |

- 1 Eingemeindung von Zauckerode am 1. Oktober 1922, Birkigt am 1. Januar 1923 und Burgk am 1. April 1924
- 2 Eingemeindung von Hainsberg am 1. Januar 1964

### Von 1970 bis 1989
(jeweiliger Gebietsstand)
| Jahr/Datum        | Einwohner |   |
| ----------------- | --------- | - |
| 31. Dezember 1970 | 42.159    |   |
| 31. Dezember 1971 | 42.502    |   |
| 31. Dezember 1972 | 41.071    |   |
| 31. Dezember 1973 | 41.019    | 1 |
| 31. Dezember 1974 | 46.061    | 2 |
| 31. Dezember 1975 | 45.497    |   |
| 31. Dezember 1976 | 45.945    |   |
| 31. Dezember 1977 | 46.651    |   |
| 31. Dezember 1978 | 46.626    |   |
| 31. Dezember 1979 | 46.383    |   |

| Jahr/Datum        | Einwohner |
| ----------------- | --------- |
| 31. Dezember 1980 | 46.149    |
| 31. Dezember 1981 | 45.805    |
| 31. Dezember 1982 | 45.522    |
| 31. Dezember 1983 | 45.199    |
| 31. Dezember 1984 | 44.331    |
| 31. Dezember 1985 | 43.742    |
| 31. Dezember 1986 | 43.092    |
| 31. Dezember 1987 | 42.709    |
| 31. Dezember 1988 | 42.372    |
| 31. Dezember 1989 | 41.358    |

- 1 Eingemeindung von Saalhausen am 1. Januar 1973
- 2 Eingemeindung von Kleinnaundorf, Somsdorf, Weißig und Wurgwitz am 1. Januar 1974

### Von 1990 bis 2009
(jeweiliger Gebietsstand)
| Datum             | Einwohner |   |
| ----------------- | --------- | - |
| 31. Dezember 1990 | 40.033    |   |
| 31. Dezember 1991 | 39.177    |   |
| 31. Dezember 1992 | 38.777    |   |
| 31. Dezember 1993 | 38.232    |   |
| 31. Dezember 1994 | 38.015    |   |
| 31. Dezember 1995 | 37.582    |   |
| 31. Dezember 1996 | 37.899    |   |
| 31. Dezember 1997 | 37.652    |   |
| 31. Dezember 1998 | 37.684    |   |
| 31. Dezember 1999 | 40.224    | 1 |

| Datum             | Einwohner |
| ----------------- | --------- |
| 31. Dezember 2000 | 40.129    |
| 31. Dezember 2001 | 39.937    |
| 31. Dezember 2002 | 39.567    |
| 31. Dezember 2003 | 39.302    |
| 31. Dezember 2004 | 39.276    |
| 31. Dezember 2005 | 39.181    |
| 31. Dezember 2006 | 39.114    |
| 31. Dezember 2007 | 39.176    |
| 31. Dezember 2008 | 39.037    |
| 31. Dezember 2009 | 39.200    |

- 1 Eingemeindung von Pesterwitz zum 1. Januar 1999

### Ab 2010
(jeweiliger Gebietsstand)
| Datum             | Einwohner |   |
| ----------------- | --------- | - |
| 31. Dezember 2010 | 39.275    |   |
| 31. Dezember 2011 | 38.449    | 1 |
| 31. Dezember 2012 | 38.757    |   |
| 31. Dezember 2013 | 39.276    |   |
| 31. Dezember 2014 | 39.547    |   |
| 31. Dezember 2015 | 39.734    |   |
| 31. Dezember 2016 | 39.361    |   |
| 31. Dezember 2017 | 39.300    |   |
| 31. Dezember 2018 | 39.562    |   |
| 31. Dezember 2019 | 39.703    |   |

| Datum             | Einwohner |   |
| ----------------- | --------- | - |
| 31. Dezember 2020 | 39.405    |   |
| 31. Dezember 2021 | 39.316    |   |
| 31. Dezember 2022 | 39.558    |   |
| 31. Dezember 2023 | 39.384    | 2 |

- 1 Korrektur der Einwohnerzahl durch den Zensus 2011, zuvor war die Bevölkerungszahl auf Basis der Fortschreibung für den 31. Dezember 2011 mit 39.329 angegeben.
- 2 Korrektur der Einwohnerzahl durch den Zensus 2022, zuvor war die Bevölkerungszahl auf Basis der Fortschreibung für den 31. Dezember 2023 mit 39.477 angegeben.

## Bevölkerungsdaten der Stadt Freital

### Bevölkerungsstruktur
Diese Übersicht zeigt die Bevölkerungsstruktur Freitals nach Geschlecht und Herkunft. Wie in vielen ostdeutschen Städten ist der Ausländeranteil eher gering, konnte sich seit 2005 jedoch geringfügig steigern. Der Anteil von Frauen und Männern an der Gesamtbevölkerung bleibt unter kleinen Schwankungen ungefähr gleich, etwa 51 Prozent der Einwohner Freitals sind Frauen, 49 Prozent Männer.
(Daten vom 31. Dezember)
| Bevölkerung                 | 1998      | 1998       | 1999      | 1999       | 2000      | 2000       | 2001      | 2001       |
| Bevölkerung                 | Einwohner | Anteil [%] | Einwohner | Anteil [%] | Einwohner | Anteil [%] | Einwohner | Anteil [%] |
| --------------------------- | --------- | ---------- | --------- | ---------- | --------- | ---------- | --------- | ---------- |
| Einwohner mit Hauptwohnsitz | 40.110    | 100,00     | 40.224    | 100,00     | 40.129    | 100,00     | 39.937    | 100,00     |
| davon männlich              | 19.418    | 48,41      | 19.539    | 48,58      | 19.548    | 48,71      | 19.496    | 48,82      |
| davon weiblich              | 20.692    | 51,59      | 20.685    | 51,42      | 20.581    | 51,29      | 20.441    | 51,18      |
| Deutsche                    | k. A.     |            | 39.365    | 97,86      | 39.306    | 97,95      | 39.106    | 97,92      |
| Ausländer                   | k. A.     |            | 859       | 2,14       | 823       | 2,05       | 831       | 2,08       |

| Bevölkerung                 | 2002      | 2002       | 2003      | 2003       | 2004      | 2004       | 2005      | 2005       |
| Bevölkerung                 | Einwohner | Anteil [%] | Einwohner | Anteil [%] | Einwohner | Anteil [%] | Einwohner | Anteil [%] |
| --------------------------- | --------- | ---------- | --------- | ---------- | --------- | ---------- | --------- | ---------- |
| Einwohner mit Hauptwohnsitz | 39.567    | 100,00     | 39.302    | 100,00     | 39.276    | 100,00     | 39.181    | 100,00     |
| davon männlich              | 19.337    | 48,87      | 19.256    | 48,99      | 19.240    | 48,99      | 19.246    | 49,12      |
| davon weiblich              | 20.230    | 51,13      | 20.046    | 51,01      | 20.036    | 51,01      | 19.935    | 50,88      |
| Deutsche                    | 38.706    | 97,82      | 38.426    | 97,77      | 38.403    | 97,78      | 38.315    | 97,79      |
| Ausländer                   | 861       | 2,18       | 876       | 2,23       | 873       | 2,22       | 866       | 2,21       |

| Bevölkerung                 | 2006      | 2006       | 2007      | 2007       | 2008      | 2008       | 2009      | 2009       |
| Bevölkerung                 | Einwohner | Anteil [%] | Einwohner | Anteil [%] | Einwohner | Anteil [%] | Einwohner | Anteil [%] |
| --------------------------- | --------- | ---------- | --------- | ---------- | --------- | ---------- | --------- | ---------- |
| Einwohner mit Hauptwohnsitz | 39.114    | 100,00     | 39.176    | 100,00     | 39.037    | 100,00     | 39.200    | 100,00     |
| davon männlich              | 19.208    | 49,11      | 19.227    | 49,08      | 19.129    | 49,00      | 19.269    | 49,16      |
| davon weiblich              | 19.906    | 50,89      | 19.949    | 50,92      | 19.908    | 51,00      | 19.931    | 50,84      |
| Deutsche                    | 38.219    | 97,81      | 38.260    | 97,66      | 38.202    | 97,77      | 38.287    | 97,67      |
| Ausländer                   | 895       | 2,29       | 916       | 2,34       | 871       | 2,23       | 913       | 2,33       |

| Bevölkerung                 | 2010      | 2010       | 20111     | 20111      | 2012      | 2012       | 2013      | 2013       |
| Bevölkerung                 | Einwohner | Anteil [%] | Einwohner | Anteil [%] | Einwohner | Anteil [%] | Einwohner | Anteil [%] |
| --------------------------- | --------- | ---------- | --------- | ---------- | --------- | ---------- | --------- | ---------- |
| Einwohner mit Hauptwohnsitz | 39.275    | 100,00     | 38.449    | 100,00     | 38.757    | 100,00     | 39.276    | 100,00     |
| davon männlich              | 19.316    | 49,18      | 18.665    | 48,54      | 18.803    | 48,52      | 19.092    | 48,61      |
| davon weiblich              | 19.959    | 50,82      | 19.784    | 51,46      | 19.954    | 51,48      | 20.184    | 51,39      |
| Deutsche                    | 38.360    | 97,67      | 37.799    | 98,31      | 38.017    | 98,09      | 38.459    | 97,92      |
| Ausländer                   | 915       | 2,33       | 650       | 1,69       | 740       | 1,91       | 817       | 2,08       |

| Bevölkerung                 | 2014      | 2014       | 2015      | 2015       | 2016      | 2016       | 2017      | 2017       |
| Bevölkerung                 | Einwohner | Anteil [%] | Einwohner | Anteil [%] | Einwohner | Anteil [%] | Einwohner | Anteil [%] |
| --------------------------- | --------- | ---------- | --------- | ---------- | --------- | ---------- | --------- | ---------- |
| Einwohner mit Hauptwohnsitz | 39.547    | 100,00     | 39.734    | 100,00     | 39.361    | 100,00     | 39.300    | 100,00     |
| davon männlich              | 19.321    | 48,86      | 19.519    | 49,12      | 19.177    | 48,72      | 19.105    | 48,61      |
| davon weiblich              | 20.226    | 51,14      | 20.215    | 50,88      | 20.184    | 51,28      | 20.195    | 51,39      |
| Deutsche                    | 38.565    | 97,52      | 38.203    | 96,15      | 38.135    | 96,89      | 38.044    | 96,80      |
| Ausländer                   | 982       | 2,48       | 1.344     | 3,85       | 1.226     | 3,11       | 1.256     | 3,20       |

| Bevölkerung                 | 2018      | 2018       | 2019      | 2019       | 2020      | 2020       | 2021      | 2021       |
| Bevölkerung                 | Einwohner | Anteil [%] | Einwohner | Anteil [%] | Einwohner | Anteil [%] | Einwohner | Anteil [%] |
| --------------------------- | --------- | ---------- | --------- | ---------- | --------- | ---------- | --------- | ---------- |
| Einwohner mit Hauptwohnsitz | 39.562    | 100,00     | 39.703    | 100,00     | 39.405    | 100,00     | 39.316    | 100,00     |
| davon männlich              | 19.269    | 48,71      | 19.362    | 48,77      | 19.249    | 48,85      | 19.160    | 48,73      |
| davon weiblich              | 20.293    | 51,29      | 20.341    | 51,23      | 20.156    | 51,15      | 20.156    | 51,27      |
| Deutsche                    | 38.153    | 96,44      | 38.152    | 96,09      | 37.806    | 95,94      | 37.641    | 95,74      |
| Ausländer                   | 1.409     | 3,56       | 1.551     | 3,91       | 1.599     | 4,06       | 1.675     | 4,26       |

- 1 Neue Datengrundlage Zensus 2011

### Altersstruktur

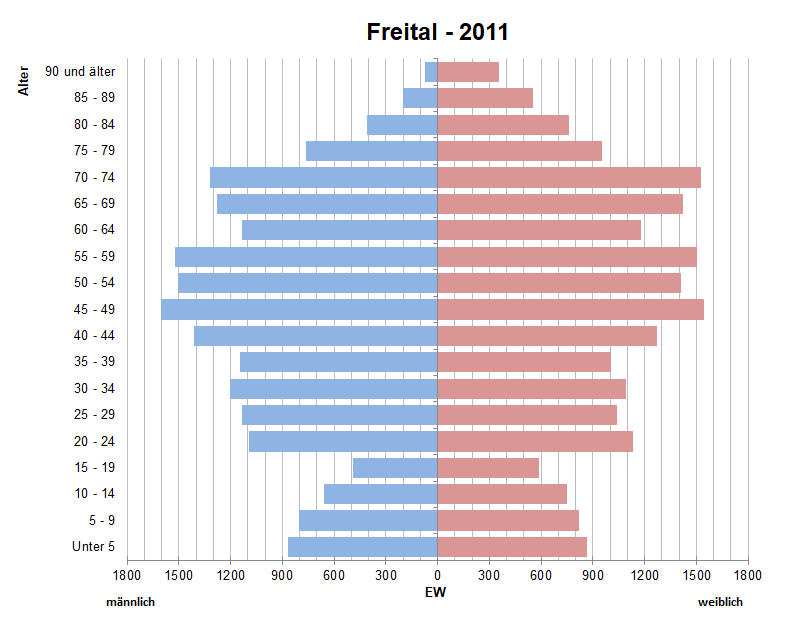
Bevölkerungspyramide für Freital (Datenquelle: Zensus 2011)

Diese Übersicht zeigt die Altersstruktur der Einwohner Freitals. Deutlich zu erkennen ist die Überalterung der Bevölkerung und der geringe Anteil von Jugendlichen.
(Daten vom 31. Dezember)
| Alter                       | 1998      | 1998       | 1999      | 1999       | 2000      | 2000       | 2001      | 2001       |
| Alter                       | Einwohner | Anteil [%] | Einwohner | Anteil [%] | Einwohner | Anteil [%] | Einwohner | Anteil [%] |
| --------------------------- | --------- | ---------- | --------- | ---------- | --------- | ---------- | --------- | ---------- |
| Einwohner mit Hauptwohnsitz | 40.110    | 100,0      | 40.224    | 100,0      | 40.129    | 100,0      | 39.937    | 100,0      |
| 0 bis 5                     | 1.378     | 3,4        | 1.497     | 3,7        | 1.610     | 4,0        | 1.680     | 4,2        |
| 6 bis 14                    | 3.887     | 9,7        | 3.683     | 9,2        | 3.423     | 8,5        | 3.154     | 7,9        |
| 15 bis 17                   | 1.635     | 4,1        | 1.574     | 3,9        | 1.569     | 3,9        | 1.528     | 3,8        |
| 18 bis 24                   | 3.443     | 8,6        | 3.614     | 9,0        | 3.666     | 9,1        | 3.644     | 9,1        |
| 25 bis 29                   | 2.455     | 6,1        | 2.257     | 5,6        | 2.119     | 5,3        | 2.021     | 5,1        |
| 30 bis 49                   | 12.120    | 30,2       | 12.222    | 30,4       | 12.197    | 30,4       | 12.115    | 30,3       |
| 50 bis 64                   | 8.530     | 21,3       | 8.519     | 21,2       | 8.560     | 21,3       | 8.588     | 21,5       |
| über 65                     | 6.662     | 16,6       | 6.858     | 17,0       | 6.985     | 17,4       | 7.207     | 18,0       |

| Alter                       | 2002      | 2002       | 2003      | 2003       | 2004      | 2004       | 2005      | 2005       |
| Alter                       | Einwohner | Anteil [%] | Einwohner | Anteil [%] | Einwohner | Anteil [%] | Einwohner | Anteil [%] |
| --------------------------- | --------- | ---------- | --------- | ---------- | --------- | ---------- | --------- | ---------- |
| Einwohner mit Hauptwohnsitz | 39.567    | 100,0      | 39.302    | 100,0      | 39.276    | 100,0      | 39.181    | 100,0      |
| 0 bis 5                     | 1.728     | 4,4        | 1.777     | 4,5        | 1.827     | 4,7        | 1.922     | 4,9        |
| 6 bis 14                    | 2.856     | 7,2        | 2.580     | 6,6        | 2.395     | 6,1        | 2.260     | 5,8        |
| 15 bis 17                   | 1.605     | 4,1        | 1.614     | 4,1        | 1.582     | 4,0        | 1.480     | 3,8        |
| 18 bis 24                   | 3.541     | 8,9        | 3.446     | 8,8        | 3.454     | 8,8        | 3.469     | 8,9        |
| 25 bis 29                   | 2.034     | 5,1        | 2.075     | 5,3        | 2.197     | 5,6        | 2.267     | 5,8        |
| 30 bis 49                   | 11.823    | 29,9       | 11.615    | 29,6       | 11.337    | 28,9       | 11.090    | 28,3       |
| 50 bis 64                   | 8.556     | 21,6       | 8.511     | 21.7       | 8.454     | 21,5       | 8.365     | 21,3       |
| über 65                     | 7.424     | 18,8       | 7.684     | 19,6       | 8.030     | 20,4       | 8.328     | 21,3       |

| Alter                       | 2006      | 2006       | 2007      | 2007       | 2008      | 2008       | 2009      | 2009       |
| Alter                       | Einwohner | Anteil [%] | Einwohner | Anteil [%] | Einwohner | Anteil [%] | Einwohner | Anteil [%] |
| --------------------------- | --------- | ---------- | --------- | ---------- | --------- | ---------- | --------- | ---------- |
| Einwohner mit Hauptwohnsitz | 39.114    | 100,0      | 39.176    | 100,0      | 39,037    | 100,0      | 39.200    | 100,0      |
| 0 bis 5                     | 1.916     | 4,9        | 1.989     | 5,1        | 2.000     | 5,1        | 2.077     | 5,3        |
| 6 bis 14                    | 2.291     | 5,9        | 2.370     | 6,1        | 2.491     | 6,4        | 2.611     | 6,7        |
| 15 bis 17                   | 1.264     | 3,2        | 992       | 2,4        | 738       | 1,9        | 648       | 1,7        |
| 18 bis 24                   | 3.374     | 8,6        | 3.408     | 8,7        | 3.368     | 8,6        | 3.223     | 8,2        |
| 25 bis 29                   | 2.267     | 5,8        | 2.232     | 5,7        | 2.184     | 5,6        | 2.178     | 5,6        |
| 30 bis 49                   | 10.997    | 28,2       | 10.943    | 27,9       | 10.833    | 27,8       | 10.731    | 27,4       |
| 50 bis 64                   | 8.253     | 21,1       | 8.169     | 20,9       | 8.103     | 20,8       | 8.100     | 20,7       |
| über 65                     | 8.752     | 22,4       | 9.082     | 23,2       | 9.320     | 23,9       | 9.632     | 24,6       |

| Alter                       | 2010      | 2010       | 20111     | 20111      | 2012      | 2012       | 2013      | 2013       |
| Alter                       | Einwohner | Anteil [%] | Einwohner | Anteil [%] | Einwohner | Anteil [%] | Einwohner | Anteil [%] |
| --------------------------- | --------- | ---------- | --------- | ---------- | --------- | ---------- | --------- | ---------- |
| Einwohner mit Hauptwohnsitz | 39.275    | 100,0      | 38.449    | 100,0      | 38.757    | 100,0      | 39.276    | 100,0      |
| 0 bis 5                     | 2.087     | 5,3        | 2.036     | 5,3        | 2.152     | 5,6        | 2.235     | 5,7        |
| 6 bis 14                    | 2.768     | 7,0        | 2.797     | 7,3        | 2.893     | 7,5        | 3.008     | 7,7        |
| 15 bis 17                   | 639       | 1,6        | 670       | 1,7        | 708       | 1,8        | 800       | 2,0        |
| 18 bis 24                   | 3.609     | 9,2        | 2.535     | 6,6        | 2.198     | 5,7        | 1.975     | 5,0        |
| 25 bis 29                   | 2.128     | 5,4        | 2.161     | 5,6        | 2.269     | 5,9        | 2.331     | 5,9        |
| 30 bis 49                   | 10.644    | 27,1       | 10.140    | 26,4       | 10.108    | 26,1       | 10.146    | 25,8       |
| 50 bis 64                   | 8.322     | 21,2       | 8.466     | 22,0       | 8.738     | 22,5       | 9.041     | 23,0       |
| über 65                     | 9.717     | 24,7       | 9.644     | 25,1       | 9.691     | 25,0       | 9.740     | 24,8       |

| Alter                       | 2014      | 2014       | 2015      | 2015       | 2016      | 2016       | 2017      | 2017       |
| Alter                       | Einwohner | Anteil [%] | Einwohner | Anteil [%] | Einwohner | Anteil [%] | Einwohner | Anteil [%] |
| --------------------------- | --------- | ---------- | --------- | ---------- | --------- | ---------- | --------- | ---------- |
| Einwohner mit Hauptwohnsitz | 39.547    | 100,0      | 39.734    | 100,0      | 39.361    | 100,0      | 39.300    | 100,0      |
| 0 bis 5                     | 2.243     | 5,7        | 2.225     | 5,6        | 2.218     | 5,6        | 2.228     | 5,7        |
| 6 bis 14                    | 3.310     | 8,4        | 3.171     | 8,0        | 3.242     | 8,2        | 3.306     | 8,4        |
| 15 bis 17                   | 859       | 2,2        | 964       | 2,4        | 984       | 2,5        | 995       | 2,5        |
| 18 bis 24                   | 1.833     | 4,6        | 1.761     | 4,4        | 1.576     | 4,0        | 1.661     | 4,2        |
| 25 bis 29                   | 2.362     | 6,0        | 2.434     | 6,1        | 2.133     | 5,4        | 1.781     | 4,5        |
| 30 bis 49                   | 10.137    | 25,6       | 10.051    | 25,3       | 9.984     | 25,4       | 9.996     | 25,4       |
| 50 bis 64                   | 9.086     | 23,0       | 9.073     | 22,8       | 8.986     | 22,8       | 8.948     | 22,8       |
| über 65                     | 9.919     | 25,1       | 10.055    | 25,3       | 10.238    | 26,0       | 10.385    | 26,4       |

| Alter                       | 2018      | 2018       | 2019      | 2019       | 2020      | 2020       | 2021      | 2021       |
| Alter                       | Einwohner | Anteil [%] | Einwohner | Anteil [%] | Einwohner | Anteil [%] | Einwohner | Anteil [%] |
| --------------------------- | --------- | ---------- | --------- | ---------- | --------- | ---------- | --------- | ---------- |
| Einwohner mit Hauptwohnsitz | 39.562    | 100,0      | 39.703    | 100,0      | 39.405    | 100,0      | 39.316    | 100,0      |
| 0 bis 5                     | 2.268     | 5,7        | 2.237     | 5,6        | 2.166     | 5,5        | 2.096     | 5,3        |
| 6 bis 14                    | 3.390     | 8,6        | 3.459     | 8,7        | 3.514     | 8,9        | 3.612     | 9,2        |
| 15 bis 17                   | 980       | 2,5        | 1.058     | 2,7        | 1.103     | 2,8        | 1.079     | 2,7        |
| 18 bis 24                   | 1.840     | 4,7        | 1.900     | 4,8        | 1.995     | 5,1        | 2.057     | 5,2        |
| 25 bis 29                   | 1.507     | 3,8        | 1.349     | 3,4        | 1.111     | 2,8        | 1.084     | 2,8        |
| 30 bis 49                   | 10.090    | 25,5       | 10.136    | 25,5       | 10.112    | 25,7       | 9.892     | 25,2       |
| 50 bis 64                   | 8.898     | 22,5       | 8.819     | 22,2       | 8.677     | 22,0       | 8.622     | 21,9       |
| über 65                     | 10.589    | 26,8       | 10.745    | 27,1       | 10.727    | 27,2       | 10.874    | 27,7       |

- 1 Neue Datengrundlage Zensus 2011

### Bevölkerungsbewegung
Die folgenden Tabellen zeigen die Bevölkerungsbewegung in Freital.
(Daten vom 31. Dezember)
| Bevölkerung                 | 1998   | 1998        | 1999   | 1999        | 2000   | 2000        | 2001   | 2001        |
| Bevölkerung                 | Anzahl | je 1000 Ew. | Anzahl | je 1000 Ew. | Anzahl | je 1000 Ew. | Anzahl | je 1000 Ew. |
| --------------------------- | ------ | ----------- | ------ | ----------- | ------ | ----------- | ------ | ----------- |
| Lebendgeborene              | 285    | 7,1         | 303    | 7,6         | 311    | 7,7         | 285    | 7,1         |
| Gestorbene                  | 558    | 13,9        | 485    | 12,1        | 530    | 13,2        | 483    | 12,1        |
| Überschuss Lebendgeb./Gest. | −273   | −6,8        | −182   | −4,5        | −219   | −5,4        | −198   | −5,0        |
| Zuzüge                      | 2419   | 60,4        | 2241   | 55,9        | 2048   | 51          | 1923   | 48,1        |
| Fortzüge                    | 1940   | 48,4        | 1947   | 48,5        | 1926   | 47,9        | 1918   | 48,0        |
| Überschuss Zu-/Fortzüge     | 479    | 12,0        | 294    | 7,3         | 122    | 3           | 5      | 0,1         |
| Gesamtveränderung           | 206    | 5,1         | 114    | 2,8         | −95    | −2,4        | −192   | −4,8        |

| Bevölkerung                 | 2002   | 2002        | 2003   | 2003        | 2004   | 2004        | 2005   | 2005        |
| Bevölkerung                 | Anzahl | je 1000 Ew. | Anzahl | je 1000 Ew. | Anzahl | je 1000 Ew. | Anzahl | je 1000 Ew. |
| --------------------------- | ------ | ----------- | ------ | ----------- | ------ | ----------- | ------ | ----------- |
| Lebendgeborene              | 318    | 8,0         | 293    | 7,4         | 305    | 7,7         | 323    | 8,2         |
| Gestorbene                  | 482    | 12,1        | 457    | 11,6        | 444    | 11,3        | 463    | 11,8        |
| Überschuss Lebendgeb./Gest. | −164   | −4,1        | −164   | −4,2        | −139   | −3,5        | −140   | −3,6        |
| Zuzüge                      | 1655   | 41,6        | 1560   | 39,6        | 1705   | 43,3        | 1620   | 41,3        |
| Fortzüge                    | 1861   | 46,8        | 1663   | 42,2        | 1596   | 40,5        | 1577   | 40,2        |
| Überschuss Zu-/Fortzüge     | −206   | −5,2        | −103   | −2,6        | 109    | 2,8         | 43     | 1,1         |
| Gesamtveränderung           | −370   | −9,3        | −265   | −6,7        | −26    | −0,7        | −95    | −2,4        |

| Bevölkerung                 | 2006   | 2006        | 2007   | 2007        | 2008   | 2008        | 2009   | 2009        |
| Bevölkerung                 | Anzahl | je 1000 Ew. | Anzahl | je 1000 Ew. | Anzahl | je 1000 Ew. | Anzahl | je 1000 Ew. |
| --------------------------- | ------ | ----------- | ------ | ----------- | ------ | ----------- | ------ | ----------- |
| Lebendgeborene              | 280    | 7,2         | 337    | 8,6         | 344    | 8,8         | 372    | 9,5         |
| Gestorbene                  | 409    | 10,5        | 462    | 11,8        | 475    | 12,1        | 481    | 12,3        |
| Überschuss Lebendgeb./Gest. | −129   | −3,3        | −125   | −3,2        | −131   | −3,3        | −109   | −2,8        |
| Zuzüge                      | 1530   | 39,1        | 1689   | 43,1        | 1708   | 43,5        | 1787   | 45,7        |
| Fortzüge                    | 1468   | 37,5        | 1502   | 38,4        | 1716   | 43,7        | 1517   | 38,8        |
| Überschuss Zu-/Fortzüge     | 62     | 1,6         | 187    | 4,8         | −8     | −0,2        | 270    | 6,9         |
| Gesamtveränderung           | −67    | −1,7        | 62     | 1,6         | −139   | −3,5        | 163    | 4,2         |

| Bevölkerung                 | 2010   | 2010        | 20111  | 20111       | 2012   | 2012        | 2013   | 2013        |
| Bevölkerung                 | Anzahl | je 1000 Ew. | Anzahl | je 1000 Ew. | Anzahl | je 1000 Ew. | Anzahl | je 1000 Ew. |
| --------------------------- | ------ | ----------- | ------ | ----------- | ------ | ----------- | ------ | ----------- |
| Lebendgeborene              | 341    | 8,7         | 226    | 5,9         | 368    | 9,5         | 375    | 9,5         |
| Gestorbene                  | 517    | 13,2        | 341    | 8,9         | 515    | 13,3        | 471    | 12,0        |
| Überschuss Lebendgeb./Gest. | −176   | −4,5        | −115   | −3,0        | −147   | −3,8        | −96    | −2,4        |
| Zuzüge                      | 1833   | 46,7        | 1243   | 32,3        | 2051   | 52,9        | 2232   | 56,8        |
| Fortzüge                    | 1582   | 40,3        | 1065   | 27,7        | 1597   | 41,2        | 1619   | 41,2        |
| Überschuss Zu-/Fortzüge     | 251    | 6,4         | 178    | 4,6         | 454    | 11,7        | 613    | 15,6        |
| Gesamtveränderung           | 75     | 1,9         | −880   | −22,9       | 308    | 8,0         | 519    | 13,2        |

| Bevölkerung                 | 2014   | 2014        | 2015   | 2015        | 2016   | 2016        | 2017   | 2017        |
| Bevölkerung                 | Anzahl | je 1000 Ew. | Anzahl | je 1000 Ew. | Anzahl | je 1000 Ew. | Anzahl | je 1000 Ew. |
| --------------------------- | ------ | ----------- | ------ | ----------- | ------ | ----------- | ------ | ----------- |
| Lebendgeborene              | 341    | 8,7         | 363    | 9,2         | 364    | 9,2         | 354    | 9,0         |
| Gestorbene                  | 524    | 13,3        | 629    | 15,9        | 563    | 14,3        | 641    | 16,3        |
| Überschuss Lebendgeb./Gest. | −183   | −4,6        | −266   | −6,7        | −199   | −5,1        | −287   | −7,3        |
| Zuzüge                      | 2114   | 53,6        | 2372   | 59,8        | 2116   | 53,8        | 2024   | 51,5        |
| Fortzüge                    | 1664   | 42,2        | 1922   | 48,5        | 2380   | 60,5        | 1808   | 46,0        |
| Überschuss Zu-/Fortzüge     | 450    | 11,4        | 450    | 11,4        | −164   | −4,2        | 216    | 5,5         |
| Gesamtveränderung           | 271    | 6,9         | 187    | 4,7         | −363   | −9,2        | −71    | −1,8        |

| Bevölkerung                 | 2018   | 2018        | 2019   | 2019        | 2020   | 2020        | 2021   | 2021        |
| Bevölkerung                 | Anzahl | je 1000 Ew. | Anzahl | je 1000 Ew. | Anzahl | je 1000 Ew. | Anzahl | je 1000 Ew. |
| --------------------------- | ------ | ----------- | ------ | ----------- | ------ | ----------- | ------ | ----------- |
| Lebendgeborene              | 367    | 9,3         | 324    | 8,2         | 302    | 7,6         | 292    | 7,4         |
| Gestorbene                  | 599    | 15,2        | 609    | 15,4        | 797    | 20,1        | 667    | 16,9        |
| Überschuss Lebendgeb./Gest. | −232   | −5,9        | −285   | −7,2        | −495   | −12,5       | −375   | −9,5        |
| Zuzüge                      | 2072   | 52,5        | 2096   | 52,9        | 1785   | 45,0        | 1725   | 43,8        |
| Fortzüge                    | 1576   | 40,0        | 1671   | 42,2        | 1584   | 39,9        | 1440   | 36,6        |
| Überschuss Zu-/Fortzüge     | 496    | 12,6        | 425    | 10,7        | 202    | 5,1         | 285    | 7,2         |
| Gesamtveränderung           | 264    | 6,7         | 140    | 3,5         | −293   | −7,6        | −90    | −2,3        |

- 1 Neue Datengrundlage Zensus 2011

## Einwohnerentwicklung der Ortsteile
Die folgende Tabelle zeigt die Entwicklung der Einwohnerzahlen der Gemarkungen und Orte innerhalb der heutigen Stadt Freital im 19. Jahrhundert seit 1834.
| Name             | 1834           | 1840           | 1846           | 1849           | 1852           | 1855           | 1858           | 1861           | 1864           | 1867           | 1871           | 1875           | 1880           | 1885           | 1890           | 1910           | 1925          | 1939          | 1946          | 1950          | 1964          | 1990          | 2000          | 2010          | 2015          | 2017          |
| ---------------- | -------------- | -------------- | -------------- | -------------- | -------------- | -------------- | -------------- | -------------- | -------------- | -------------- | -------------- | -------------- | -------------- | -------------- | -------------- | -------------- | ------------- | ------------- | ------------- | ------------- | ------------- | ------------- | ------------- | ------------- | ------------- | ------------- |
| Birkigt          | 71             | 100            | 105            | 211            | 199            | 253            | 219            | 244            | 316            | 332            | 360            | 463            | 609            | 642            | 744            | 1871           | –             | –             | –             | –             | –             | –             | –             | 881           | 948           | 972           |
| Burgk            | nicht existent | nicht existent | nicht existent | nicht existent | nicht existent | nicht existent | nicht existent | nicht existent | nicht existent | nicht existent | nicht existent | nicht existent | nicht existent | nicht existent | nicht existent | nicht existent | –             | –             | –             | –             | –             | –             | –             | 2300          | 2430          | 2455          |
| Großburgk        | 841            | 954            | 960            | 1012           | 1055           | 1143           | 1192           | 1307           | 1335           | 1317           | 1351           | 1358           | 1441           | 1475           | 1542           | 2000           | → Burgk       | → Burgk       | → Burgk       | → Burgk       | → Burgk       | → Burgk       | → Burgk       | → Burgk       | → Burgk       | → Burgk       |
| Kleinburgk       | 166            | 148            | 239            | 243            | 248            | 256            | 244            | 233            | 232            | 298            | 285            | 281            | 338            | 395            | 393            | 463            | → Burgk       | → Burgk       | → Burgk       | → Burgk       | → Burgk       | → Burgk       | → Burgk       | → Burgk       | → Burgk       | → Burgk       |
| Coßmannsdorf     | 65             | 74             | 82             | –              | 249            | 281            | 353            | 407            | 387            | 414            | 459            | 464            | → Somsdorf     | → Somsdorf     | → Somsdorf     | → Somsdorf     | → Somsdorf    | → Somsdorf    | → Somsdorf    | → Somsdorf    | → Somsdorf    | → Somsdorf    | → Somsdorf    | → Somsdorf    | → Somsdorf    | → Somsdorf    |
| Deuben           | 252            | 465            | 1077           | 1581           | 2225           | 2755           | 2955           | 3301           | 3687           | 3972           | 4360           | 5259           | 6115           | 6496           | 6864           | 11009          | –             | –             | –             | –             | –             | –             | –             | 5596          | 5755          | 5671          |
| Döhlen           | 347            | 904            | 1003           | 1069           | 1307           | 1509           | 1503           | 1728           | 1691           | 1811           | 1957           | 2265           | 2145           | 2334           | 2948           | 5165           | –             | –             | –             | –             | –             | –             | –             | 3087          | 3607          | 3434          |
| Eckersdorf       | 65             | 74             | 135            | 155            | 160            | 196            | 221            | 217            | 215            | 208            | 271            | 294            | 263            | 289            | 246            | 355            | → Hainsberg   | → Hainsberg   | → Hainsberg   | → Hainsberg   | → Hainsberg   | → Hainsberg   | → Hainsberg   | → Hainsberg   | → Hainsberg   | → Hainsberg   |
| Hainsberg        | 201            | 302            | 337            | 401            | 436            | 483            | 594            | 640            | 731            | 788            | 816            | 898            | 954            | 946            | 1188           | 1892           | 2004          | 4885          | 5525          | 5478          | –             | –             | –             | 4427          | 4434          | 4305          |
| Kohlsdorf        | 171            | 176            | 177            | 168            | 165            | 158            | 158            | 159            | 170            | 163            | 174            | 137            | 165            | 93             | 113            | → Wurgwitz     | → Wurgwitz    | → Wurgwitz    | → Wurgwitz    | → Wurgwitz    | → Wurgwitz    | → Wurgwitz    | → Wurgwitz    | → Wurgwitz    | → Wurgwitz    | → Wurgwitz    |
| Kleinnaundorf    | –              | –              | –              | 447            | 480            | 546            | 532            | 631            | 732            | 832            | 922            | 1015           | 1054           | 1031           | 1152           | 1556           | 1595          | 1602          | 1636          | 1643          | 1440          | 805           | 874           | 1014          | 1045          | 1060          |
| Niederhäslich    | 314            | 379            | 594            | 701            | 825            | 990            | 1033           | 1119           | 1243           | 1246           | 1370           | 1594           | 1871           | 2107           | 2322           | 3396           | → Deuben      | → Deuben      | → Deuben      | → Deuben      | → Deuben      | → Deuben      | → Deuben      | 2842          | 2850          | 2829          |
| Niederhermsdorf  | –              | –              | –              | 704            | 759            | 828            | 859            | 890            | 920            | 984            | 978            | 1012           | 1001           | 1009           | 960            | 1002           | → Wurgwitz    | → Wurgwitz    | → Wurgwitz    | → Wurgwitz    | → Wurgwitz    | → Wurgwitz    | → Wurgwitz    | → Wurgwitz    | → Wurgwitz    | → Wurgwitz    |
| Niederpesterwitz | 222            | 369            | 465            | 618            | 732            | 895            | 920            | 908            | 908            | 915            | 962            | 949            | 914            | 963            | 1006           | 1012           | → Potschappel | → Potschappel | → Potschappel | → Potschappel | → Potschappel | → Potschappel | → Potschappel | → Potschappel | → Potschappel | → Potschappel |
| Oberpesterwitz   | 346            | 557            | 630            | 679            | 758            | 780            | 786            | 824            | 859            | 834            | 901            | 1011           | 955            | 1039           | 1055           | 1321           | 1353          | 1791          | 1905          | 1904          | 1605          | 1171          | 2764          | 2677          | 3232          | 3263          |
| Potschappel      | 672            | 757            | 951            | 1013           | 1155           | 1406           | 1918           | 2202           | 2672           | 2770           | 3154           | 3453           | 2520           | 3726           | 4450           | 8992           | –             | –             | –             | –             | –             | –             | –             | 5118          | 5326          | 5468          |
| Saalhausen       | –              | –              | –              | 205            | 209            | 245            | 272            | 264            | 275            | 290            | 290            | 303            | 338            | 449            | 454            | 556            | 608           | 619           | 554           | 522           | 441           | 265           | 130           | 114           | 132           | 128           |
| Schweinsdorf     | 90             | 119            | 120            | 157            | 199            | 217            | 243            | 248            | 220            | 209            | 230            | 217            | 264            | 346            | 442            | → Deuben       | → Deuben      | → Deuben      | → Deuben      | → Deuben      | → Deuben      | → Deuben      | → Deuben      | 1538          | 1486          | 1510          |
| Somsdorf         | –              | –              | –              | –              | 634            | 663            | 669            | 761            | 735            | 734            | 725            | 835            | 1472           | 1480           | 1670           | 1160           | 1212          | 1192          | 1344          | 1309          | 1057          | 660           | 664           | 646           | 634           | 638           |
| Oberweißig       | –              | –              | –              | 230            | 229            | 218            | 271            | 288            | 298            | 314            | 338            | 320            | 300            | 323            | 380            | 574            | 1698          | 1591          | 1613          | 1649          | 1412          | 855           | 884           | 864           | 886           | 893           |
| Unterweißig      | –              | –              | –              | 574            | 640            | 715            | 732            | 755            | 798            | 739            | 736            | 753            | 690            | 707            | 748            | 850            | → Weißig      | → Weißig      | → Weißig      | → Weißig      | → Weißig      | → Weißig      | → Weißig      | → Weißig      | → Weißig      | → Weißig      |
| Wurgwitz         | 192            | 203            | 205            | 213            | 250            | 260            | 252            | 290            | 308            | 323            | 389            | 408            | 452            | 409            | 550            | 1056           | 2065          | 2751          | 2885          | 2966          | 2569          | 1770          | 2417          | 2462          | 2578          | 2495          |
| Zauckerode       | 445            | 491            | 706            | 760            | 809            | 950            | 1039           | 1068           | 1124           | 1205           | 1276           | 1322           | 1347           | 1439           | 1450           | 2011           | –             | –             | –             | –             | –             | –             | –             | 4810          | 4789          | 4785          |
| Zschiedge        | 157            | 208            | 214            | 230            | 283            | 366            | 371            | 375            | 353            | 359            | 390            | 381            | 385            | 275            | 385            | 429            | → Burgk       | → Burgk       | → Burgk       | → Burgk       | → Burgk       | → Burgk       | → Burgk       | → Burgk       | → Burgk       | → Burgk       |
| Gesamt           | –              | –              | –              | –              | 14.006         | 16.113         | 17.336         | 18.859         | 20.209         | 21.057         | 22.694         | 24.992         | 25.593         | 27.973         | 31.062         | 46.670         | –             | –             | –             | –             | –             | –             | –             | –             | –             | –             |

## Bevölkerungsprognosen
Im Juni 2024 veröffentlichte das Statistische Landesamt des Freistaates Sachsen die „8. Regionalisierte Bevölkerungsvorausberechnung“ (8. RBV) mit Bevölkerungsprognosen für drei Entwicklungsvarianten. In Freital soll die Einwohnerzahl nach dieser Studie bezogen auf den 31. Dezember 2022 bis 2040 leicht (Variante 1) oder deutlicher fallen (Varianten 2 und 3).
Neben dem Statistischen Landesamt prognostizierte die Bertelsmann Stiftung im Rahmen des Wegweisers Kommune auf Basis der Bevölkerungsdaten von 2009 und 2012 die Entwicklung der Einwohnerzahl für alle Kommunen ab 5.000 Einwohner in Deutschland bis 2030. Für Freital wurde ein Anstieg der Bevölkerung zwischen 2012 und 2030 um 4,8 Prozent (ca. 1800 Personen) vorausgesagt.
Die folgende Tabelle zeigt die absolute Bevölkerungsentwicklung 2015–2030 für Freital nach den jeweiligen Prognosen jeweils zum Jahresende, in Klammern das Veröffentlichungsjahr der Studie. in Grün ist derjenige Prognosewert gekennzeichnet, der der realen Einwohnerzahl am nahsten ist.
Die 6. und 7. RBV betrachteten nur zwei Varianten, die 8. RVB betrachtete drei Varianten. In der Tabelle dargestellt sind dafür lediglich die Varianten mit der höchsten und geringsten Einwohnerzahl 2040.
| Datum             | real   | Bertelsmann (2010) | Bertelsmann (2013) | 6. RBV (2016) | 6. RBV (2016) | 7. RBV (2020) | 7. RBV (2020) | 8. RBV (2024) | 8. RBV (2024) |
| Datum             | real   | Bertelsmann (2010) | Bertelsmann (2013) | Variante 1    | Variante 2    | Variante 1    | Variante 2    | Variante 1    | Variante 2    |
| ----------------- | ------ | ------------------ | ------------------ | ------------- | ------------- | ------------- | ------------- | ------------- | ------------- |
| 31. Dezember 2015 | 39.734 | 38.900             | 39.500             | 40.300        | 39.800        | –             | –             | –             | –             |
| 31. Dezember 2020 | 39.405 | 38.690             | 40.460             | 42.600        | 40.800        | 39.860        | 39.840        | –             | –             |
| 31. Dezember 2025 | –      | 38.160             | 40.800             | 42.800        | 41.100        | 40.350        | 40.170        | 39.810        | 39.610        |
| 31. Dezember 2030 | –      | 37.230             | 40.600             | 42.200        | 40.600        | 40.510        | 39.940        | 39.440        | 38.690        |
| 31. Dezember 2035 | –      | –                  | –                  | –             | –             | 40.610        | 39.520        | 38.980        | 37.770        |
| 31. Dezember 2040 | –      | –                  | –                  | –             | –             | –             | –             | 38.500        | 36.960        |